# Udea
Udea är ett släkte av fjärilar som beskrevs av Achille Guenée 1845. Enligt Catalogue of Life ingår Udea i familjen Crambidae, men enligt Dyntaxa är tillhörigheten istället familjen mott.

## Bildgalleri

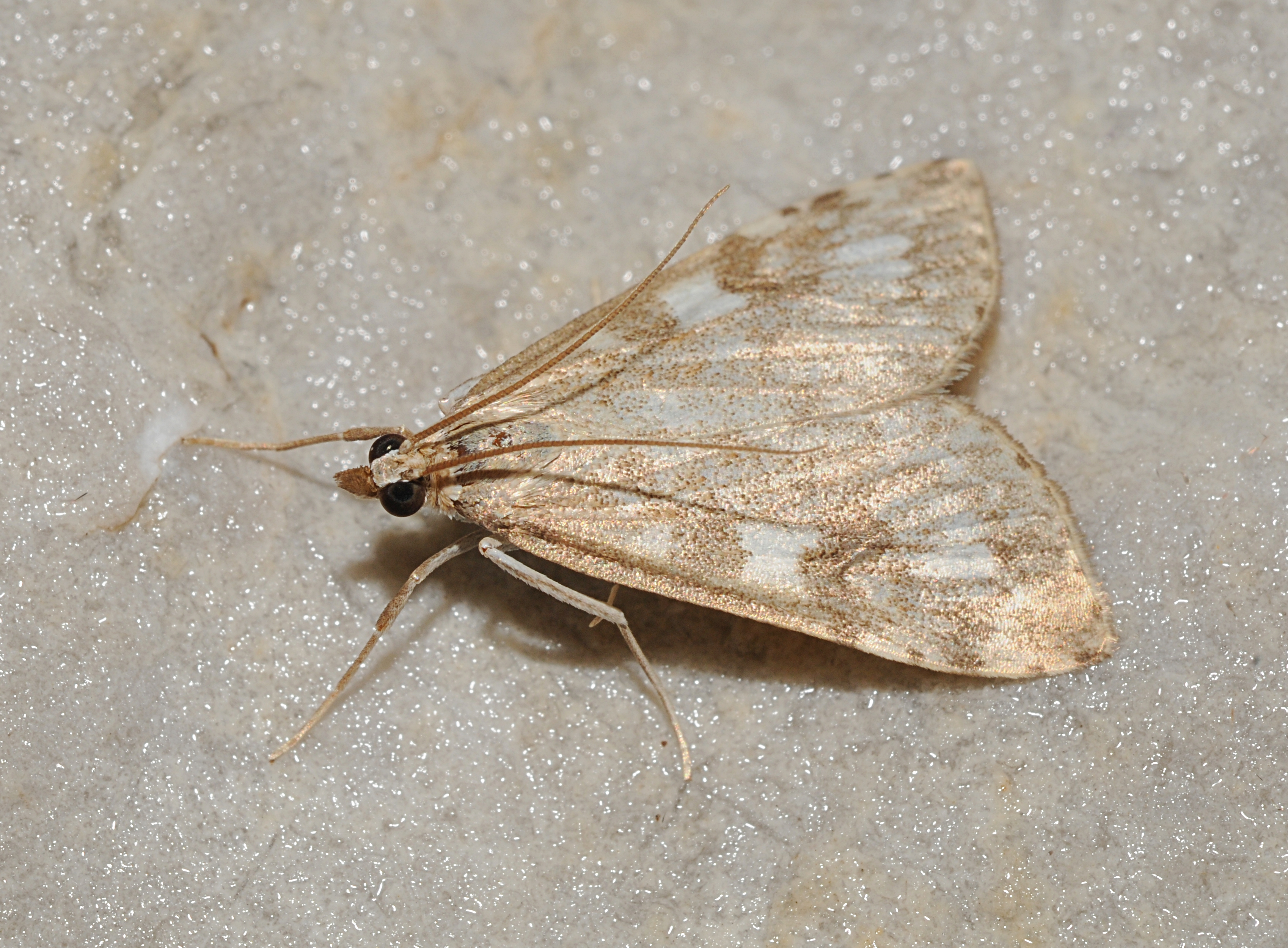
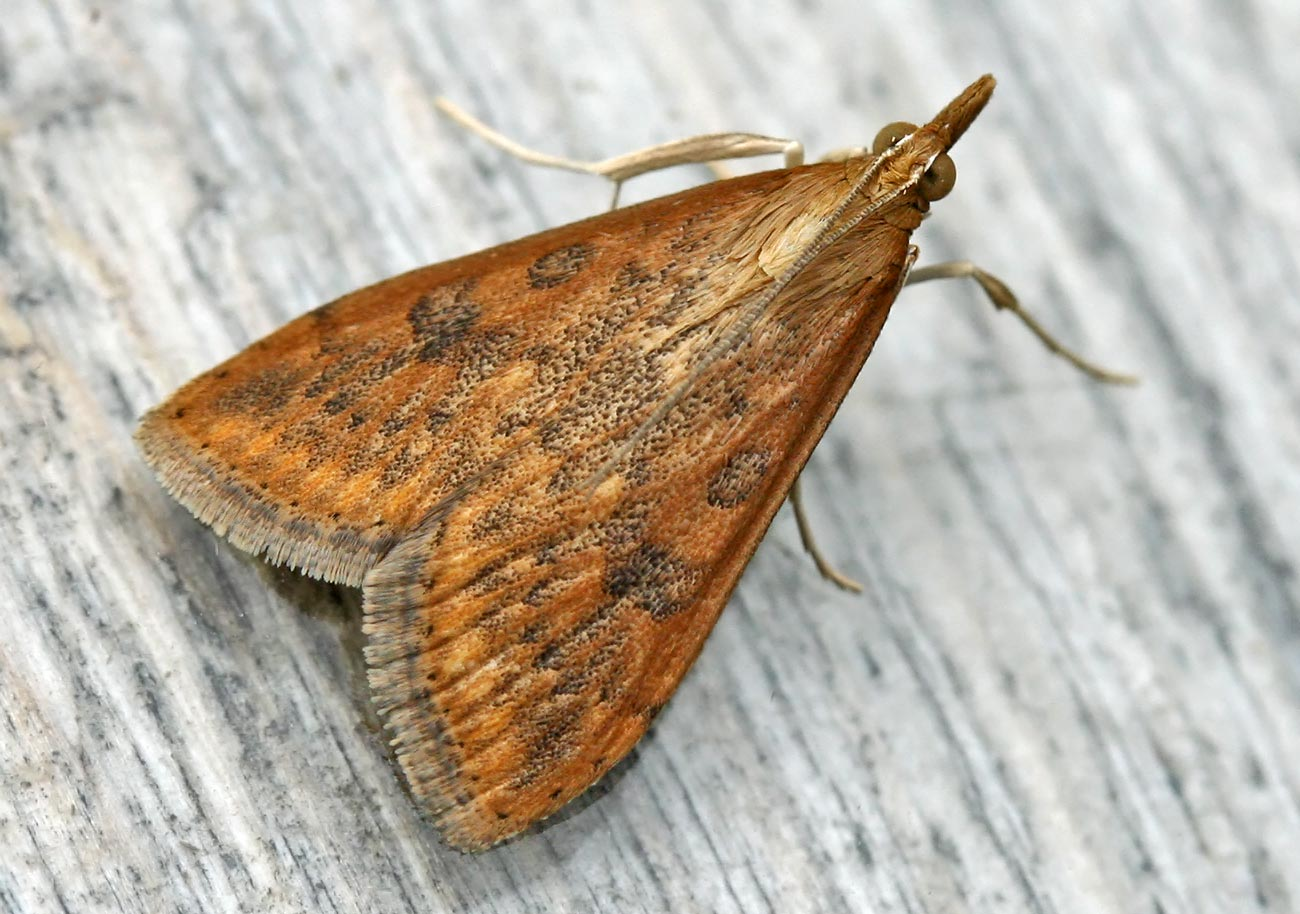
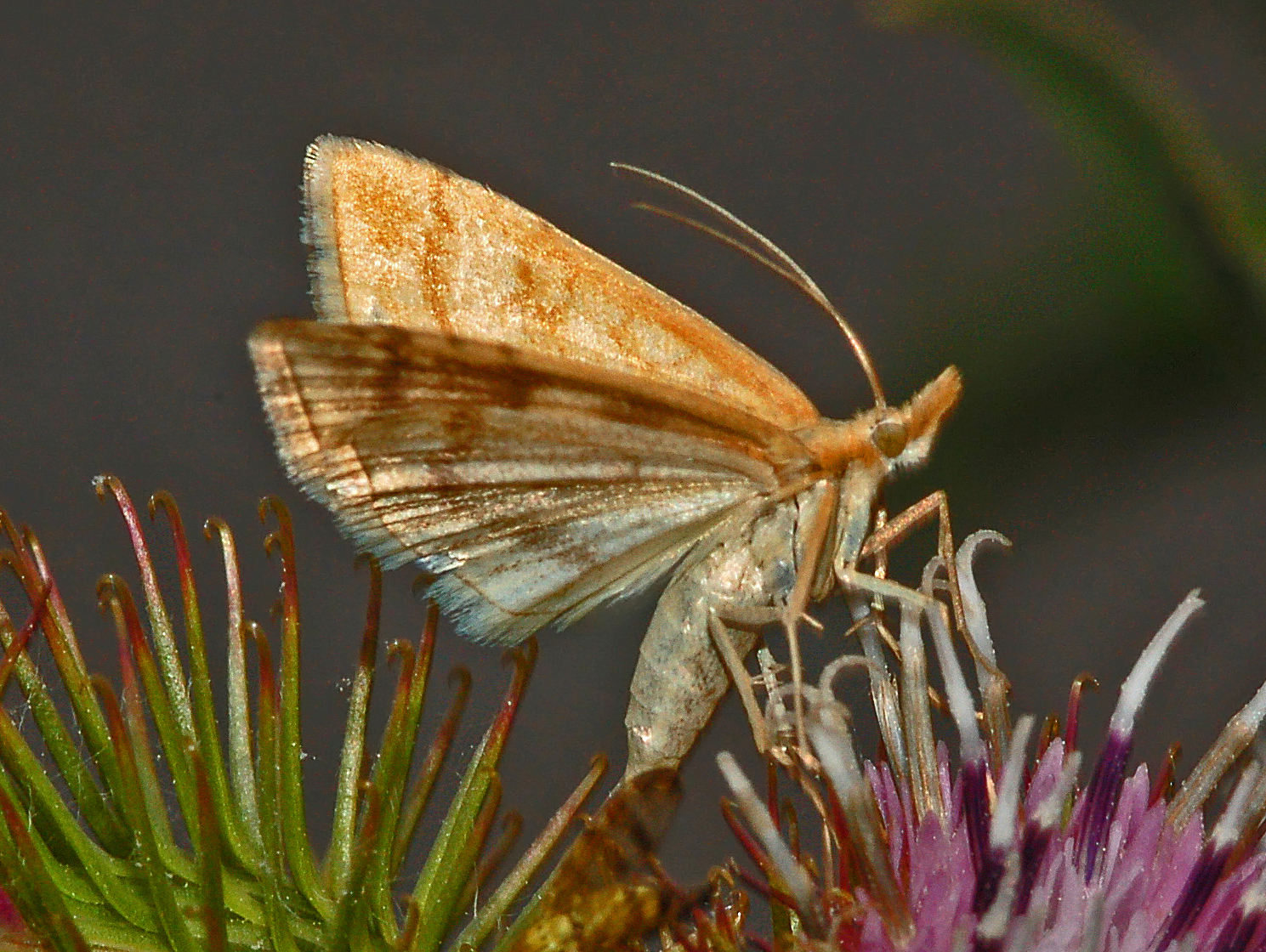
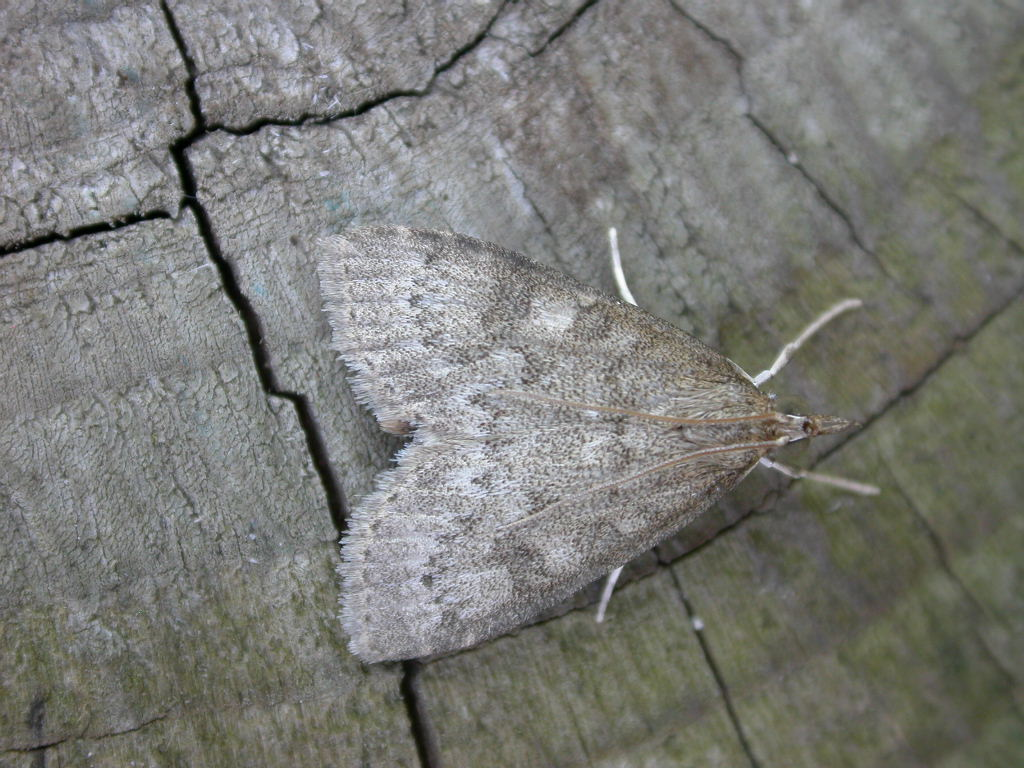
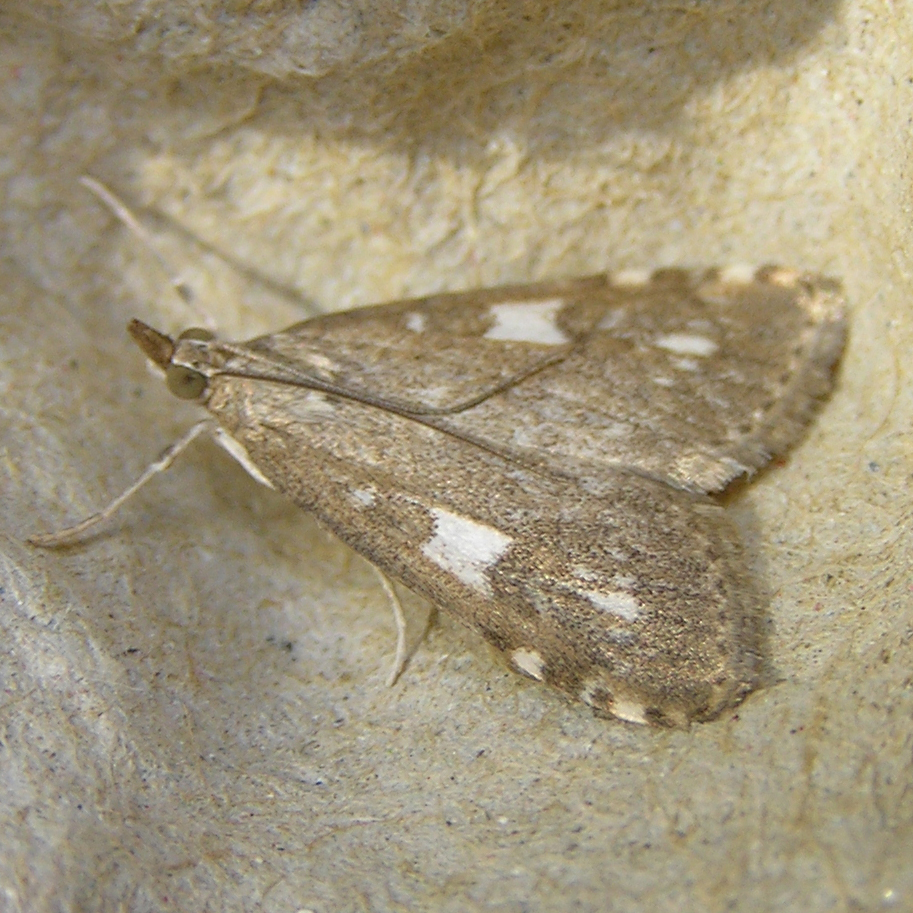

## Dottertaxa tillUdea, i alfabetisk ordning[1][2]
- Udea abstrusa
- Udea accolalis
- Udea adversa
- Udea aenigmatica
- Udea afghanalis
- Udea alaicalis
- Udea alaskalis
- Udea albimontanalis
- Udea angustalis
- Udea annectans
- Udea ardekanalis
- Udea argoscelis
- Udea aurora
- Udea azorensis
- Udea berberalis
- Udea beringialis
- Udea brevipalpis
- Udea brontias
- Udea brunnealis
- Udea bryochloris
- Udea cacuminicola
- Udea calliastra
- Udea caminopis
- Udea campylotheca
- Udea capsifera
- Udea carniolica
- Udea cataphaea
- Udea caucasica
- Udea chalcophanes
- Udea chloropis
- Udea chytropa
- Udea clarkensis
- Udea conisalias
- Udea constricta
- Udea conubialis
- Udea coranialis
- Udea cordilleralis
- Udea costalis
- Udea daiclesalis
- Udea decoripennis
- Udea decrepitalis
- Udea derasa
- Udea despecta
- Udea dipsasalis
- Udea dracontias
- Udea dryadopa
- Udea durango
- Udea endopyra
- Udea ennychioides
- Udea ephippias
- Udea epicoena
- Udea eucrena
- Udea exigua
- Udea exigualis
- Udea ferrugalis
- Udea flavidalis
- Udea fulvalis
- Udea fusca
- Udea galactalis
- Udea gelida
- Udea granjalis
- Udea griseor
- Udea hageni
- Udea hamalis
- Udea harveyana
- Udea helioxantha
- Udea heterodoxa
- Udea hilaralis
- Udea hoffmanni
- Udea hollandi
- Udea hypatialis
- Udea hyperborealis
- Udea ichinosawana
- Udea indistinctalis
- Udea inquinatalis
- Udea invinctalis
- Udea iocrossa
- Udea itysalis
- Udea johnstoni
- Udea kodiakensis
- Udea lampadias
- Udea lenta
- Udea leucophaealis
- Udea leucozonea
- Udea liopis
- Udea litorea
- Udea livida
- Udea lutealis
- Udea maculata
- Udea marinensis
- Udea marmarina
- Udea martialis
- Udea maurinalis
- Udea melanopis
- Udea mertensialis
- Udea metasema
- Udea micacea
- Udea monticolens
- Udea nebulalis
- Udea nigrescens
- Udea nigristriatalis
- Udea nivealis
- Udea nomensis
- Udea nordeggensis
- Udea notata
- Udea numeralis
- Udea oblunalis
- Udea obscura
- Udea obsoleta
- Udea ochrealis
- Udea octosignalis
- Udea olivalis
- Udea ommatias
- Udea orbicentralis
- Udea orientalis
- Udea otagalis
- Udea pachygramma
- Udea paghmanalis
- Udea pallida
- Udea pantheropa
- Udea phaethontia
- Udea phyllostegia
- Udea platyleuca
- Udea poliochroa
- Udea praefulvalis
- Udea pribilofensis
- Udea profundalis
- Udea prunalis
- Udea prunoidalis
- Udea psychropa
- Udea pullmanensis
- Udea punoalis
- Udea pyranthes
- Udea quadralis
- Udea radiosalis
- Udea ragonoti
- Udea rhodias
- Udea rindgeorum
- Udea rubigalis
- Udea rubrebralis
- Udea ructicalis
- Udea saxifragae
- Udea sheppardi
- Udea simplicella
- Udea soratalis
- Udea stationalis
- Udea stellata
- Udea straminea
- Udea subarctica
- Udea suisharyonensis
- Udea swezeyi
- Udea synastra
- Udea tenoalis
- Udea testacea
- Udea testacealis
- Udea tetragramma
- Udea thermantis
- Udea thermantoidis
- Udea tillialis
- Udea torvalis
- Udea transbaicalis
- Udea tularensis
- Udea turmalis
- Udea vacunalis
- Udea variegata
- Udea wasatchensis
- Udea washingtonalis
- Udea violae